# Аллен, Пол
Пол Гарднер А́ллен (англ. Paul Gardner Allen, 21 января 1953, Сиэтл, Вашингтон, США — 15 октября 2018, Сиэтл) — американский предприниматель, соучредитель корпорации Microsoft, которую он вместе со своим школьным приятелем Биллом Гейтсом основал в 1975 году. Капитал Аллена в 2018 году составлял $20,3 млрд.

## Биография
Аллен родился в семье преподавательницы Эдны Фей Гарднер и военного Кеннета Аллена, который с 1960 года работал помощником директора библиотечного комплекса Вашингтонского университета. Родители использовали мягкий стиль воспитания. Пол научился читать ещё до школы, с детства любил технику. В четвёртом классе серьёзно занимался химией, в шестом — электроникой.
В 1965 году после шестого класса Пол поступил в самую привилегированную школу Сиэтла «Лейксайд», где на занятиях по программированию познакомился с Биллом Гейтсом. Вскоре недалеко от дома Аллена Computer Center Corporation набирала людей для тестирования компьютера PDP-10 производства корпорации Digital Equipment. Он и его приятели по школе проводили там всё свободное время. Позже компания Information Service Inc. заказала Полу и троим его друзьям (включая Билла) разработать программу расчёта платёжных ведомостей на языке программирования Кобол; взамен они получали бесплатное рабочее время на PDP-10. Свою компанию они назвали Lakeside Programming Group, но завершить работу не смогли.
Позже, когда Пол Аллен учился в колледже, Билл получил работу по обработке информации от компании, изучающей транспортные потоки. Для разработки аппаратного обеспечения понадобился третий компаньон — Пол Гилберт, своё объединение и устройство, для считывания дорожного трафика и составления отчёта для дорожных инженеров, они назвали Traf-O-Data. Название придумано Гейтсом от «jack-o’-lantern» — фонаря-тыквы. Для разработки программы под Intel 8008 пришлось эмулировать его на более мощном компьютере IBM 360.
25 декабря 1972 г. Бад Пемброк, который пригласил Пола и Билла работать на Information Service Inc., позвал их работать в компанию TRW, где разрабатывался большой программный проект для Бонневильского энергетического управления.
Устройство Traf-O-Data продавалось с 1972 по 1982 гг. и в итоге на счету компании осталось 794,31 $. В 1974 г. Аллен бросил колледж и устроился в Honeywell.

### Microsoft
В январе 1975 года Пол прочитал в журнале Popular Electronics статью о новом персональном компьютере Altair 8800. После прочтения статьи Гейтс связался с президентом компании, Micro Instrumentation and Telemetry Systems (MITS), разработчиком нового компьютера, Эдом Робертсом и сообщил ему, что он и его друг работают над программным обеспечением данного компьютера (хотя на самом деле Гейтс и Аллен не имели к Altair 8800 никакого отношения, но эмулировали тот процессор). Президент MITS пригласил в свой офис Пола, и он продемонстрировал рабочий интерпретатор языка BASIC для их компьютера, и через несколько недель Пол и Билл уже работали на MITS. Свою компанию они думали назвать «Аллен и Гейтс», но посчитали что это больше подходит для юридической конторы, и тогда Пол предложил название Micro-Soft — от microprocessors и software. В титры интерпретатора языка BASIC, созданного ими по заказу MITS, они включили и такую строку:

Micro-Soft BASIC: «Пол Аллен написал вспомогательные коды. Билл Гейтс написал исполняемые коды. Монте Давидофф написал математическую библиотеку».

В 1975 году в городе Альбукерке Гейтс и Аллен создали компанию Micro-Soft. В течение последующего года работы на компанию MITS дефис в названии компании Гейтса и Аллена исчез, и 26 ноября 1976 года в Окружном секретариате штата Нью-Мексико была зарегистрирована новая торговая марка — Microsoft. Полу досталось 36 % акций компании, Биллу 64 %, поскольку так Билл видел свой вклад в продукт.
В совместном бизнесе Пол Аллен занимался техническими идеями и перспективными разработками, Гейтсу ближе оказались переговоры, контракты и прочее деловое общение. Основные вопросы они решали вместе: иногда, как признавался позже Гейтс, споры продолжались по 6—8 часов.
В 1980 году IBM обратилась к компании Microsoft с предложением адаптировать несколько языков программирования для их использования на персональном компьютере IBM PC, который должен был появиться на рынке в 1981 году. В ходе переговоров выяснилось, что представители IBM желали бы найти и разработчика операционной системы для нового компьютера.
Аллен и Гейтс взялись за эту работу, однако не стали разрабатывать новую операционную систему с нуля. Они знали, что Тим Патерсон, работавший в Seattle Computer Products, уже создал Q-DOS для 16-разрядных процессоров Intel. В ходе переговоров о приобретении Q-DOS требовалось не дать понять продавцам, что у Аллена и Гейтса уже есть покупатель на эту систему; Гейтсу, как основному переговорщику, это удалось. Но даже в этом случае систему пришлось подвергнуть переработке. Стремясь уложиться в срок, Аллен и Гейтс работали так, что однажды, по утверждению самого Аллена, просидели за компьютером 36 часов подряд.
За PC-DOS, приобретение которой обошлось в несколько десятков тысяч долларов, IBM заплатил сразу же 6 тыс. долларов, при этом, по условиям подписанного сторонами договора, IBM взяла на себя обязательство продавать компьютеры только с PC-DOS, отчисляя при этом Microsoft проценты с каждой проданной единицы техники.

### После Microsoft
В 1983 году Аллен покинул Microsoft, продав свои акции по 10 $ за штуку, сохранив за собой часть акций и место в совете директоров. До 2011 года считалось, что Аллен ушёл из этого бизнеса из-за проблем со здоровьем (болезнь Ходжкина).
В мемуарах 2011 года Аллен пролил свет на подоплёку своего ухода: в то время как он не хотел посвящать свою жизнь Microsoft, Гейтс был полностью сконцентрирован на работе и развитии компании. По настоянию Гейтса партнёры неоднократно пересматривали свои доли в бизнесе, причём Аллен уступал в пользу Гейтса. Аллен писал в своей книге:

Мой партнёр хотел заграбастать как можно больше и уже ничего не выпускал из рук. С этим я примириться не мог… Тогда я подумал, что в какой-то момент должен буду уйти.

После ухода из Microsoft Пол Аллен стал заниматься инвестированием, в частности, он потратил более чем 1 млрд $ на развитие таких компаний, как AOL, Ticketmaster, Egghead Software и др. В 2000-е годы он субсидировал создание первого частного суборбитального корабля SpaceShipOne, который выдержал два успешных гражданских космических запуска и таким образом выиграл Ansari X Prize. В 2005 году он вложил деньги в строительство большого радиотелескопа для поиска внеземной жизни — «Allen Telescope Array».
В 2011 году стал одним из основателей компании Stratolaunch Systems, реализующей проект по созданию авиационно-космической системы «воздушного старта» для доставки грузов в космос. Аллен заявлял о готовности вложить в проект до 200 млн долларов.
Занимался благотворительностью, на которую потратил порядка 2 млрд долларов. В 2014 году он выделил 100 миллионов долларов на борьбу с вирусом Эбола, два года спустя — 30 миллионов на финансирование жилья для бездомных Сиэтла.

### Здоровье
В 1982 году у Пола Аллена обнаружили лимфому Ходжкина. В рамках лечения бизнесмена облучали большими дозами радиации, а после прибегли к пересадке костного мозга. В итоге он победил болезнь.
В 2009 году у Аллена зафиксировали другое онкологическое заболевание лимфатической системы — неходжкинскую лимфому, от которой он излечился, пройдя курс химиотерапии.
В 2018 году Полу Аллену диагностировали рецидив неходжкинской лимфомы. 15 октября того же года он умер в результате осложнений заболевания.

## Имущество и интересы
В 2010 году Аллен, владевший на тот момент состоянием в 13,5 млрд долларов (37-й богатейший человек в мире по версии журнала Forbes), пообещал пожертвовать после своей смерти большую часть состояния на благотворительность.

### Художественная коллекция
Собрание Аллена включает в себя по меньшей мере 150 полотен, среди которых — картины Сандро Боттичелли, Огюста Ренуара, Поля Сезанна (включая один из видов «Горы Сент-Виктуар», которые оцениваются более чем в 100 млн $), Дэвида Хокни, Роя Лихтенштейна. По словам Джоди Аллен, сестры Пола, «Эта коллекция отражает разнообразие его интересов во всей их загадочности и красоте». Представитель аукционного дома Christie's Ги Черутти отметил, что коллекцию Аллена отмечает «необычайное качество и разнообразие работ». Продажа коллекции Аллена намечена на ноябрь 2022 года — при оценке общей стоимости картин в миллиард долларов аукцион может станет крупнейшей продажей частной коллекции в современной истории. Объявлено, что все доходы от продаж будут направлены на благотворительность.
9 ноября 2022 года аукционный дом Christie`s продал 60 работ из коллекции на общую сумму более $1,5 млрд. Это самая большая сумма, когда-либо вырученная за продажу одной коллекции. Пять картин преодолели отметку $100 млн, включая бестселлер вечера — картину Жоржа Сера «Натурщицы», которая была продана за $149,2 млн.

### Подводные экспедиции
Аллен являлся владельцем одних из самых больших яхт в мире — Octopus и Tatoosh. Две мини-подводные лодки, которыми снабжена яхта Octopus, неоднократно использовались для проведения подводных археологических экспедиций, организованных Алленом. Среди находок, обнаруженных его командой — судовой колокол потопленного британского крейсера «Худ» (2012), корпус японского суперлинкора «Мусаси» (2015), потопленный у берегов Австралии американский авианосец «Лексингтон» (2018), а также останки крейсера USS Juneau (CL-52), погибшего в битве за Гуадалканал и крейсера USS Helena (CL-50), потопленного в ходе битвы в заливе Кула.
После смерти Пола Аллена работа экспедиции продолжалась. В феврале 2019 года экипаж исследовательского судна R/V Petrel обнаружил останки японского линейного крейсера «Хиэй», потопленного в результате битвы за Гуадалканал.

### Спорт

#### Портленд Трэйл Блэйзерс
В 1988 году за 70 млн долл. приобрёл баскетбольный клуб «Портленд Трэйл Блэйзерс» из Национальной баскетбольной ассоциации у калифорнийского девелопера Ларри Веинберга. 2 апреля 2007 года была куплена домашняя арена команды Moda Center, Аллен считал это крупным межевым камнем и позитивным шагом для франшизы. при новом владельце команда 19 раз выходила в плей-офф НБА, а в 1990 и 1992 году — в финал. В 2015 году журнал Forbes оценивал стоимость Blazers в 940 млн долл., по этому показателю команда занимала 12-е место среди 30 команд лиги.

#### Сиэтл Сихокс
В 1997 году за 200 млн долл. приобрёл «Сиэтл Сихокс» из Национальной футбольной лиги у Кена Беринга и Кена Хоффмана, планировавших перевезти команду в Южную Калифорнию (Анахайм) в предыдущем сезоне и вступивших на этой почве в конфликт с НФЛ. В 2002 году команда переехала на CenturyLink Field после улучшения арены. В августе 2014 года Forbes оценивал стоимость команды в 1,33 млрд долл., фанаты команды имели высокую репутацию в НФЛ. При Аллене команда в 2005, 2013 и 2014 году становились чемпионами НФК, а в 2013 году выиграли Супербоул.

#### Сиэтл Саундерс
Принадлежащая Аллену Vulcan Sports & Entertainment является совладельцем футбольного клуба «Сиэтл Саундерс» лиги MLS, начавшего выступать в 2009 году на принадлежащем предпринимателю стадионе CenturyLink Field. Помимо него команда принадлежала режиссёру Джо Рот, предпринимателю Эдриану Ханайеру, и юмористу Дрю Кари. В дебютном сезоне команда умудрялась продавать все билеты на домашние игры, установив рекорд лиги по средней посещаемости.
Аллен также владел профессиональными спортивными командами «Сиэтл Сихокс» из Национальной футбольной лиги и «Портленд Трэйл Блэйзерс» из Национальной баскетбольной ассоциации, был частичным владельцем футбольного клуба «Сиэтл Саундерс» лиги MLS.

## Книги
- P. Allen. Idea Man: a memoir by the co-founder of Microsoft. — New York: Portfolio/Penguin, 2011. — ISBN 978-1-59184-382-5.
- П. Аллен. Миллиардер из Кремниевой долины. История соучредителя Microsoft. — М.: Альпина Бизнес Букс, 2012. — ISBN 978-5-91657-361-9.